# Jeannot Moes
Pour les articles homonymes, voir Moes.
Jeannot Moes, né le 11 mai 1948 à Wasserbillig au Luxembourg, est un footballeur international luxembourgeois, qui évoluait au poste de gardien de but.

## Biographie

### Carrière de joueur
Avec le club de l'Avenir Beggen, Jeannot Moes dispute 6 matchs en Ligue des champions, 5 matchs en Coupe des coupes, et deux matchs en Coupe de l'UEFA,. Il joue 405 matchs dans le championnat du Luxembourg, ce qui fait de lui le troisième joueur du championnat en termes de matchs joués.

### Carrière internationale
Jeannot Moes compte 55 sélections avec l'équipe du Luxembourg entre 1970 et 1983,. 
Il est convoqué pour la première fois en équipe du Luxembourg par le sélectionneur national Ernst Melchior, pour un match des éliminatoires de l'Euro 1972 contre l'Allemagne de l'Est le 15 novembre 1970. Lors de ce match, Jeannot Moes entre à la 32e minute de la rencontre, à la place de René Hoffmann. Le match se solde par une défaite 5-0 des Luxembourgeois. 
Il reçoit sa dernière sélection le 27 mars 1983 contre la Hongrie, lors d'un match des éliminatoires de l'Euro 1984. Le match se solde par une défaite 6-2 des Luxembourgeois.
À douze reprises, il porte le brassard de capitaine de la sélection luxembourgeoise.

## Palmarès
- Avec l'Avenir Beggen
  - Champion du Luxembourg en 1969, 1982, 1984 et 1986
  - Vainqueur de la Coupe du Luxembourg en 1983, 1984 et 1987